# 株式会社立学校
株式会社立学校（かぶしきがいしゃりつがっこう）は、（広義の）私立学校のうち株式会社が設置した学校である。以下に大別される。
1. 学校教育法（以下「法」）第1条に規定する「学校」（いわゆる「一条校」）のうち、「構造改革特別区域法」[注釈 1]第12条により株式会社（同条における「学校設置会社」）が設置したもの[注釈 2]。
2. 専修学校（法第124条）や各種学校（法第134条）のうち、自社従業員を育成する目的で設置されたもの[注釈 3]。例として、日立製作所設置の日立工業専修学校や、常磐興産設置の常磐音楽舞踊学院[注釈 4]（各種学校）など。企業内学校の一形態。

本項では1.について詳述する。

## 概要
私立学校の一亜種であり、学校紹介資料によっては「私立学校」として扱っている場合もある。
日本では2004年から2009年春までに全国で高等学校21校、中学校1校及び小学校1校が設置された（大学については株式会社立大学を参照）。既存の学校と違い、カリキュラムを自由に組んで特色を打ち出すことができたり、校舎や運動場等の施設についての条件が緩いのが利点であるが、逆に私学助成金が受けられず、また学校法人への寄付には認められている税制上の優遇措置がないという財政的に不利な点がある。
この不利な点のためか、中には学校法人立に転換した学校も存在する。また、特区制度が地域おこしの手法として用いられることもあって、所在地も地方の辺地に偏っているのも特徴である。
現在はLCA国際小学校およびフェリーチェ玉村国際小学校、瀬戸SOLAN小学校の3校を除き、株式会社立の学校は通信制高等学校のみである。
いずれの場合も株式会社直営であり、学校法人立として運営していない学校を指す。そのため以下のように、設立に株式会社が関わっていても学校法人が設立され、そこが運営している場合は学校法人立として扱われ、株式会社立としては扱われないことになっている。
| 学校名                     | 運営者                 | 備考                                                   |
| -------------------------- | ---------------------- | ------------------------------------------------------ |
| 近江兄弟社中学校・高等学校 | 学校法人ヴォーリズ学園 | 近江兄弟社系列                                         |
| 海陽中等教育学校           | 学校法人海陽学園       | JR東海、中部電力、トヨタ自動車などの有力企業による設立 |

## 株式会社立学校の一覧

### 通学制学校
| 学校名                     | 開校年 | 運営者                 | 本部所在地           | 備考 |
| -------------------------- | ------ | ---------------------- | -------------------- | ---- |
| LCA国際小学校              | 2008年 | エデューレエルシーエー | 神奈川県相模原市緑区 |      |
| フェリーチェ玉村国際小学校 | 2015年 | 群馬フェリーチェ学園   | 群馬県佐波郡玉村町   |      |
| 瀬戸SOLAN小学校            | 2021年 | 教育システム           | 愛知県瀬戸市         |      |

### 通信制学校
| 学校名                                                | 開校年 | 運営者                   | 本部所在地                                                          | 備考 |
| ----------------------------------------------------- | ------ | ------------------------ | ------------------------------------------------------------------- | --- |
| アットマーク国際高等学校                              | 2004年 | アットマーク・ラーニング | 石川県白山市 美川サイバータウン教育特区                             | |
| 第一学院高等学校高萩校 （旧：ウィザス高等学校）       | 2005年 | ウィザス                 | 茨城県高萩市 高萩市教育特区                                         | 2012年、現校名に改称。なお第一学院高等学校養父本校は、ウィザスナビ高等学校時代はウィザス出資のナビが運営していた。                   |
| 第一学院高等学校養父本校 （旧：ウィザスナビ高等学校） | 2008年 | ウィザス                 | 兵庫県養父市 養父市教育特区                                         | 2012年、現校名に改称。なお第一学院高等学校養父本校は、ウィザスナビ高等学校時代はウィザス出資のナビが運営していた。                   |
| 創学舎高等学校                                        | 2006年 | 愛郷舎                   | 埼玉県深谷市 渋沢記念深谷人づくり特区                               | |
| 大智学園高等学校                                      | 2006年 | コーチング・スタッフ     | 福島県双葉郡川内村 川内村教育特区                                   | |
| ルネサンス高等学校                                    | 2006年 | ルネサンス・アカデミー   | 茨城県久慈郡大子町 大子町教育特区                                   | ソフトバンクグループ傘下。 |
| ルネサンス豊田高等学校                                | 2011年 | ルネサンス・アカデミー   | 愛知県豊田市 豊田市教育特区                                         | ソフトバンクグループ傘下。 |
| ルネサンス大阪高等学校                                | 2014年 | ルネサンス・アカデミー   | 大阪府大阪市北区 大阪市教育特区                                     | ソフトバンクグループ傘下。 |
| 相生学院高等学校                                      | 2008年 | 富士コンピュータ         | 兵庫県相生市 相生市教育特区                                         | |
| ECC学園高等学校                                       | 2008年 | ECC                      | 滋賀県高島市 高島市環の郷教育特区                                   | 英会話スクールを運営するECCが設置。                                                                                                  |
| 一ツ葉高等学校                                        | 2008年 | I am succsess.           | 熊本県上益城郡山都町 山都町潤い、文楽、そよ風でつづるまちづくり特区 | |
| 明蓬館高等学校                                        | 2009年 | アットマーク・ラーニング | 福岡県田川郡川崎町 川崎町地産・地習・e環境教育特区                  | |
| 札幌自由が丘学園三和高等学校                          | 2009年 | 札幌自由が丘教育センター | 北海道上川郡和寒町 野和寒町教育特区                                 | 特定非営利活動法人フリースクール札幌自由が丘学園を母体とする。                                                                       |
| 鹿島山北高等学校                                      | 2017年 | 山北学園                 | 神奈川県足柄上郡山北町 山北町教育特区                               | 学校法人鹿島学園理事長の大森伸一個人出資により設立。鹿島学園高等学校・鹿島朝日高等学校とともに「カシマ通信教育グループ」を形成する。 |
| AIE国際高等学校                                       | 2013年 | エーアイイー             | 兵庫県淡路市 淡路市教育特区                                         | |
| やまと高等学校                                        | 2022年 | エネルギープロダクト     | 熊本県上益城郡山都町 山都町潤い、文楽、そよ風でつづるまちづくり特区 | |

## 学校法人立に転換した学校

### 通学制学校
| 学校名         | 開校年 | 開校当時の運営者 | 本部所在地                  | 転換年 | 現在の設置者          | 備考                   |
| -------------- | ------ | ---------------- | --------------------------- | ------ | --------------------- | ---------------------- |
| 朝日塾中学校   | 2004年 | 朝日学園         | 岡山県岡山市 御津町教育特区 | 2011年 | 学校法人 みつ朝日学園 | 現・朝日塾中等教育学校 |
| 朝日塾高等学校 | 2007年 | 朝日学園         | 岡山県岡山市 御津町教育特区 | 2011年 | 学校法人 みつ朝日学園 | 現・朝日塾中等教育学校 |

### 通信制学校
| 学校名                        | 開校年 | 開校当時の運営者         | 本部所在地                                       | 転換年 | 現在の設置者          | 備考 |
| ----------------------------- | ------ | ------------------------ | ------------------------------------------------ | ------ | --------------------- | --- |
| さくら国際高等学校            | 2005年 | 新教育システム           | 長野県上田市 上田市コミュニティー 教育・交流特区 | 2015年 | 学校法人 上田煌桜学園 | 2015年4月1日を以て学校法人格を取得。                                                                    |
| くまもと清陵高等学校          | 2005年 | ふりーだむ               | 熊本県阿蘇郡南阿蘇村 南阿蘇村教育特区            | 2017年 | 学校法人 熊ゼミ学園   | |
| 代々木高等学校                | 2005年 | 代々木高等学校           | 三重県志摩市 伊勢志摩インターネット高校特区      | 2021年 | 学校法人代々木学園    | |
| 日々輝学園高等学校            | 2006年 | エデュコジャパン         | 栃木県塩谷郡塩谷町 塩谷町教育特区                | 2010年 | 学校法人 開桜学院     | 2010年10月設置者変更。                                                                                  |
| 北海道芸術高等学校            | 2006年 | 日本教育工房             | 北海道余市郡仁木町                               | 2015年 | 学校法人 恭敬学園     | 2015年3月に一旦廃止。4月に現法人が新設。 本校舎を北海道上川郡清水町から移転。                           |
| ヒューマンアカデミー 高等学校 | 2009年 | ヒューマンアカデミー学園 | 長野県木曽郡南木曽町 南木曽町教育特区            | 2014年 | 学校法人 佐藤学園     | ヒューマンホールディングス傘下から運営法人を変更。 現在はヒューマンキャンパス高等学校（沖縄県名護市）。 |

## 閉校した学校
| 学校名                     | 開校年 | 閉校年 | 開校当時の運営者 | 本部所在地                                          | 備考 |
| -------------------------- | ------ | ------ | ---------------- | --------------------------------------------------- | --- |
| 高島町立端島小学校・中学校 | 1893年 | 1974年 | 三菱社           | 長崎県西彼杵郡高島町端島 （現・長崎市高島町字端島） | 明治時代の開校当初は「三菱社立」を名乗る。大正時代に公立移管され「高浜村立」を経て「高島町立」を名乗る。                                                                                           |
| ウィッツ青山学園高等学校   | 2005年 | 2017年 | ウィッツ         | 三重県伊賀市 伊賀市意育教育特区                     | 学校法人神村学園が生徒と校舎を継承。 2017年4月1日、神村学園高等部伊賀分校が開校。 |
| 師友塾高等学校             | 2008年 | 2017年 | 文学の館         | 広島県尾道市 尾道市人間教育特区                     | 閉校時に残っていた生徒は相生学院高等学校が事実上引き継ぎ、2017年4月に「相生学院高等学校尾道校」が開校した。 師友塾高等学校の各種証明書等発行については尾道市教育委員会学校経営企画課が行っている。 |
| 東豊学園つくば松実高等学校 | 2008年 | 2020年 | つくば東豊学園   | 茨城県つくば市 つくば市教育特区                     | 閉校時の在校生は他校へ転校。 |

## 問題点
既述のとおり、学校法人立の学校と比べ財政的に不利な点もあって、約4割の学校が赤字に陥っている。また、大半が通信制高校であり、多くの生徒が特区認定を受けた地域にある本校に通学する機会は数日間のスクーリングのみと少なく、地域おこしとしての効果も限定的であった。
さらに、一部では設置母体となったサポート校等の活動と渾然一体となり、本来は禁止されているサポート校でのスクーリング実施等の教育上問題のある学校も見受けられた。
このため、政府は本制度を全国で解禁しない方針を固め、既設校は希望すれば学校法人に移行できるよう支援することとした。
構造改革特区法に基づく株式会社立の通信制高校の7割が、同法が禁じている特区外での教育活動をしているとして、文部科学省は規制に乗り出す方針を固めた。また、教育内容に関しても「不適切な状態にある」として、質の改善を促すとした。文部科学省の担当者は「脱法行為であり、教育の質も低く、高卒資格取得を売りにしたビジネス」と指摘した。
但し、{8｝の「特区外で「違法」授業・試験 株式会社立の通信制高7割」の記事については、「記事は、不正確」と答弁している。